# Drab
Drab eller mord er en handling (eller i sjældne tilfælde en undladelse) der direkte medfører en anden persons død.
Drab er som udgangspunkt uønskeligt og strafbart, men i en række situationer kan drab være lovligt, eller i hvert fald straffrit. Om et lovligt eller straffrit drab er berettiget afhænger ofte af en moralsk vurdering eller af synsvinklen (nødret).

## Straffelovens drabsbegreb
I den danske straffelov skelnes der mellem flere typer af drab. De to hovedtyper er:
- Forsætligt manddrab (i folkemunde ofte kaldet mord) er strafbart. Forsætligt manddrab er omfattet af § 237 og straffes med fængsel indtil livstid. Her kræves forsæt, altså en intention om at dræbe.[1]

- Uagtsomt manddrab, der er strafbart efter § 241 med en strafferamme på 4 måneders fængsel (dog op til 8 år under skærpende omstændigheder). Her kræves alene uagtsomhed, altså en tilsidesættelse af almindelig agtpågivenhed.

Hertil kommer en række særlige drabsbestemmelser, fx om en moders drab på sit nyfødte barn (tidligere betegnet "barnemord"), om hjælp til selvmord eller om vold med døden til følge. Der henvises også til drabsbestemmelserne som gerningsindhold i terrorismebestemmelsen.

### Straffeloven (pr. 2005)
25. kapitel – Forbrydelser mod liv og legeme
§ 237. Den, som dræber en anden, straffes for manddrab med fængsel fra 5 år indtil på livstid.
§ 238. Dræber en moder sit barn under eller straks efter fødselen, og det må formodes, at hun har handlet i nød, af frygt for vanære eller under påvirkning af en ved fødselen fremkaldt svækkelse, forvirring eller rådvildhed, straffes hun med fængsel indtil 4 år.
Stk. 2. Er forbrydelsen ikke fuldbyrdet, og har handlingen ikke påført barnet skade, kan straf bortfalde.
§ 239. Den, som dræber en anden efter dennes bestemte begæring, straffes med fængsel indtil 3 år.
§ 240. Den, som medvirker til, at nogen berøver sig selv livet, straffes med bøde eller fængsel indtil 3 år.
§ 241. Den, som uagtsomt forvolder en andens død, straffes med bøde eller fængsel indtil 4 måneder eller under særligt skærpende omstændigheder med fængsel indtil 8 år. Er forholdet begået i forbindelse med spirituskørsel eller særlig hensynsløs kørsel, anses dette som en særlig skærpende omstændighed.
§ 246. Har et legemsangreb, der er omfattet af § 245 eller § 245 a, været af en så grov beskaffenhed eller haft så alvorlige skader eller døden til følge, at der foreligger særdeles skærpende omstændigheder, kan straffen stige til fængsel i 10 år.

## Drab i statistik
På verdensbasis begås omkring 90 pct af alle drab af mænd, og offeret er i omkring 75 pct af tilfældene en anden mand. Her står Norge i en særstilling, da der i tre år efter år 2000 blev dræbt flere norske kvinder end mænd. I FNs drabsstatistik over hen ved fyrre vestlige lande, er Norge det eneste land, som mere end én gang har indrapporteret flere dræbte kvinder end mænd i løbet af et år.

## Mordere
En morder er en person, der begår mord, altså en, der ved bevidst handling slår et andet menneske ihjel. Der kan være forskellige grunde til denne handling.

### Masse- og seriemordere
En massemorder er en person der slår mange mennesker ihjel, ofte på én gang. Betegnelsen gælder både for folk, der har beordret nogen til at udføre drabene (fx Adolf Hitler og Josef Stalin), eller selv udfører handlingen.
En seriemorder dræber mindst tre personer enkeltvis, sommetider efter et fastlagt mønster, som fx at morderen udvælger en bestemt målgruppe - måske et samfundssegment, som morderen ikke bryder sig om, eller ofre med et særligt udseende. Der har været et eksempel med en seriemorder, der slog hjemløse ihjel. Jack the Ripper tog livet af prostituerede.